# Hebetacris amplinota
Hebetacris amplinota är en insektsart som beskrevs av Liu, Jupeng 1981. Hebetacris amplinota ingår i släktet Hebetacris och familjen gräshoppor. Inga underarter finns listade i Catalogue of Life.